# 旭村 (新潟県中頸城郡)
旭村（あさひむら）は、かつて新潟県中頸城郡にあった村。

## 沿革
- 1889年（明治22年）4月1日 - 町村制施行に伴い中頸城郡梶村、内雁子村、内雁子新田、山鵜島新田、里鵜島新田、米倉新田、鵜田中新田、高橋新田、和泉新田、山方村、大滝新田、神田町新田、長沢新田、田尻村、六万部村、西ノ島村、八幡新田、坪ノ内新田、町田村（一部）が合併し、旭村が発足。
- 1955年（昭和30年）3月31日 - 村域を二分割し、次のとおり近隣自治体と合併、編入して消滅。
  - 大字梶・大滝新田・下八幡新田・坪野内新田・神田町新田・長沢新田・西野島・町田・六万部・田尻・山方 → 中頸城郡吉川村・源村と合併し町制施行して吉川町を設置
  - 大字内雁子・内雁子新田・里鵜島新田・鵜田中新田・米倉新田・高橋新田・和泉新田・山鵜島新田 → 中頸城郡潟町村に編入